# Laxenecera tristis
Laxenecera tristis là một loài ruồi trong họ Asilidae. Laxenecera tristis được Bigot miêu tả năm 1858. Loài này phân bố ở vùng nhiệt đới châu Phi.